# Almirante Lazarev
El Almirante Lázarev (en ruso: Адмирал Лазарев), inicialmente llamado Frunze (ruso: Фрунзе) hasta 1992, fue el segundo crucero de batalla de la clase Kirov de la Armada Soviética. Hasta 1992 fue nombrado como Frunze en honor a un crucero del Proyecto 68 (llamado así por el líder bolchevique Mijaíl Frunze); y después cuando fue renombrado lo fue en honor al almirante ruso Mijaíl Lázarev. El desguace del barco comenzó en abril de 2021.

## Construcción

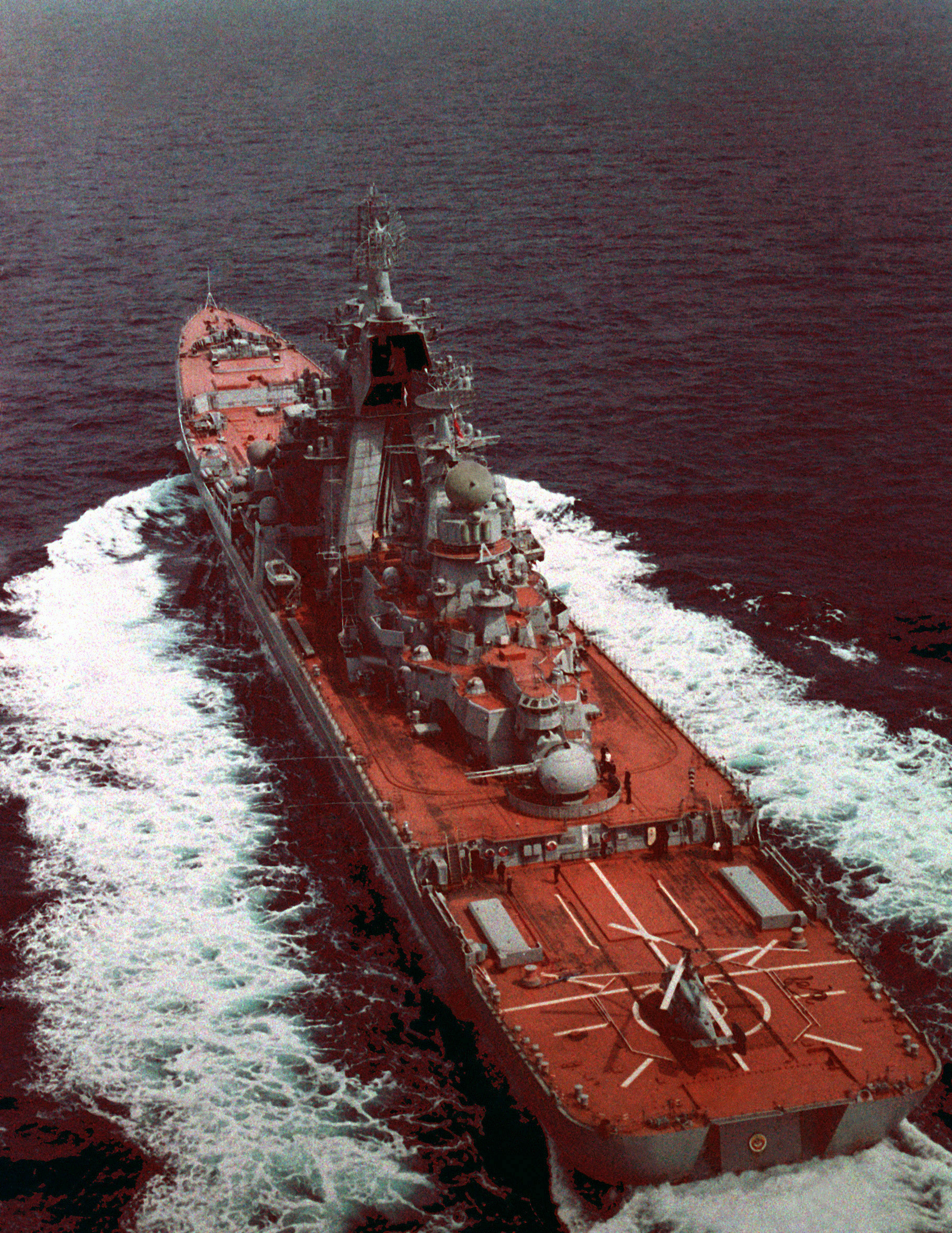
Vista trasera del Frunze en 1988.

Fue iniciado el 27 de julio de 1978 en el Astillero Naval Baltiysky, Leningrado, botado el 26 de mayo de 1981 y puesto en servicio el 31 de octubre de 1984.

### Diferencias con elKírov
El Almirante Lázarev se construyó de manera diferente al barco líder de la clase, el Kírov (luego renombrado como Almirante Ushakov). En la parte delantera del barco, el lanzador de misiles doble SS-N-14 ASW fue reemplazado por 8 lanzadores verticales de misiles tierra-aire óctuple SA-N-9 (planeados, pero finalmente no instalados). En la parte de popa, se utilizó un único cañón gemelo AK-130 de 130 mm, similar a los cañones utilizados en la clase Slava y la clase Sovremenny, en lugar de dos cañones de 100 mm. Cerca de la cabina de vuelo, los cañones CIWS de 30 mm se trasladaron a la superestructura de popa y se reemplazaron con lugar para 8 lanzadores verticales óctuples SA-N-9 (no instalados). También hubo algunas diferencias en los sensores, la suite ESM/ECM y los sistemas de comunicación.

## Historial operativo

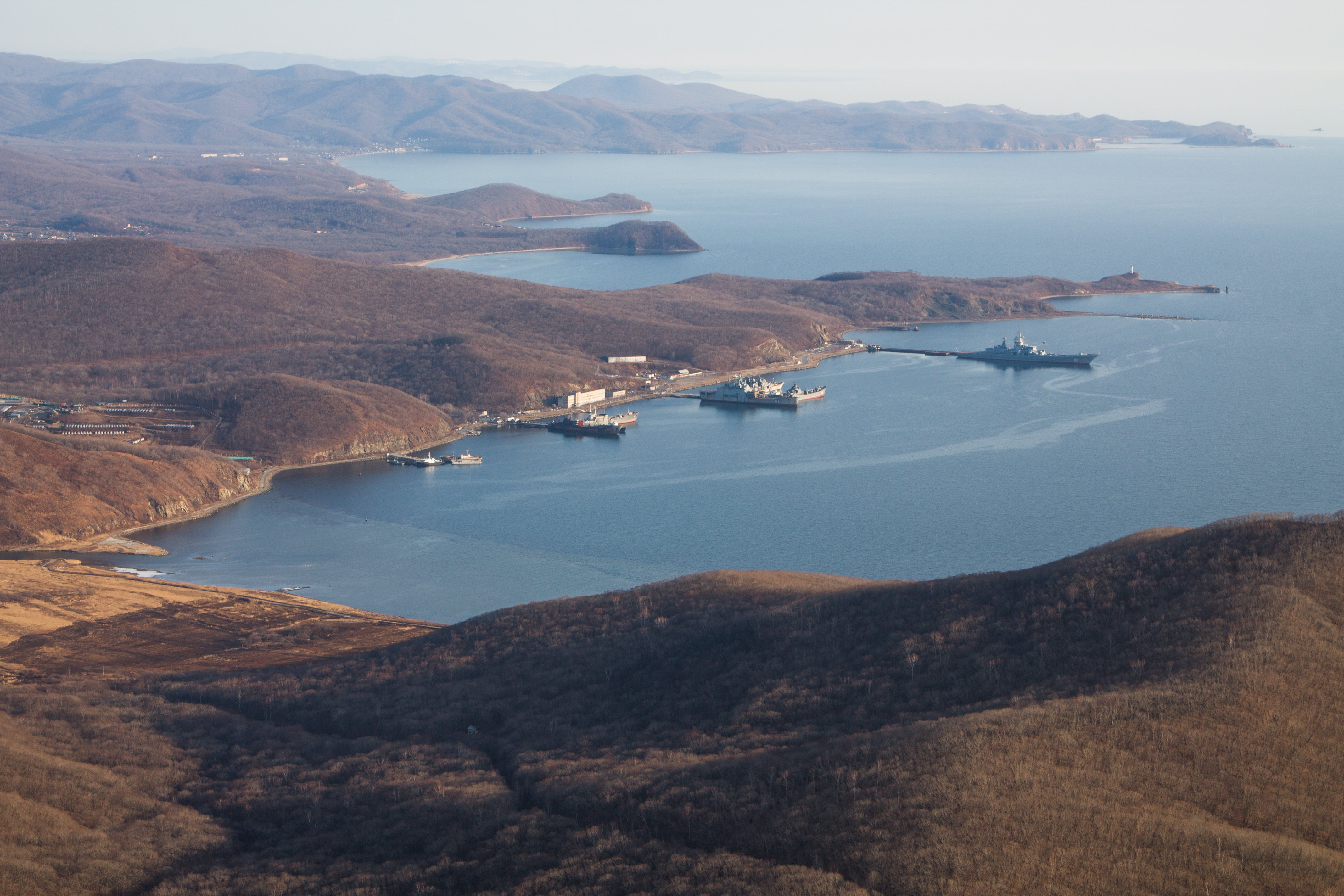
El Almirante Lázarev en Abrek Bay, año 2014

De agosto a noviembre de 1985, navegó desde el norte a través del Cabo de Buena Esperanza y el Estrecho de Malaca para unirse a la Flota del Pacífico de la Armada soviética. Visitó Luanda, Adén y Vietnam en el camino. Holm escribe que el barco solo realizó entrenamiento en aguas locales de 1987 a 1992 y estuvo inactivo desde 1994 en adelante.
En 1999, el crucero se puso fuera de servicio y se preparó para el desguace ya que no había dinero disponible para su revisión. En 2004-2005 se descargó el combustible nuclear del crucero.
A partir de 2009 se informó que el barco estaba amarrado cerca de Vladivostok, en estado de conservación. La Armada rusa planeó modernizar el barco y devolverlo al servicio activo, siempre que se encontraran los fondos necesarios. En 2012, parecía poco probable que se llevara a cabo una modernización, ya que se "consideraba que el barco no podía repararse... sería desguazado, dice una fuente del complejo militar".
El Almirante Lázarev ha aparecido en imágenes aéreas de 2006 a 2014 amarrado en la flota de reserva de Abrek Bay, cerca de Fokino, Primorsky Krai. Su atracadero está a unos 6 kilómetros (3,7 millas) de la instalación rusa de desmantelamiento de buques de propulsión nuclear en el astillero naval de Chazhma Bay. En el verano del norte de 2014, se pintó al Almirante Lázarev en "30 судоремонтного завода" (aproximadamente la 30.ª fábrica de reparación de barcos) en el dique seco de Chazhma Bay para extender el tiempo de conservación en la flota de reserva. Las últimas imágenes aéreas muestran el barco ubicado en 42°55'46.0"N 132°25'08.0"E en Bukhta Abrek.
En abril de 2019, Rusia decidió desguazar el Almirante Lázarev en 2021. En febrero de 2021 se firmó un contrato para el reciclaje de barcos.
Las fotos de desguace actualizadas se publicaron en octubre de 2021.